# Dario Di Vico
Dario Di Vico (Ceccano, 22 agosto 1952) è un giornalista italiano.

## Biografia
Ha frequentato il Liceo classico Norberto Turriziani di Frosinone, poi si è laureato in sociologia presso l'Università La Sapienza di Roma.
Successivamente, dal 1977 al 1983, ha lavorato come sindacalista per la UILM di Torino con un incarico nella quinta lega Mirafiori. In quel periodo ha cominciato a occuparsi di giornali creando tra l'altro il periodico Fabbrica/Impresa edito da CGIL, CISL e UIL di Torino.
Ha iniziato a scrivere di temi sindacali sulla Gazzetta del Popolo di Torino e sul settimanale Mondo Economico. Nel 1986, il direttore Giulio Anselmi lo assunse al settimanale Il Mondo, nel quale restò per alcuni anni. 
Dopo una breve esperienza a Italia Oggi, nel 1989 fu assunto al Corriere della Sera da Ugo Stille e rimase la prima volta fino al 1994, tornandovi nel 1996. Per il quotidiano di Via Solferino si è occupato da Roma e da Milano di economia e politica: diventò prima inviato e poi vicedirettore, ruolo che ha ricoperto durante la seconda direzione di Paolo Mieli (dicembre 2004 - aprile 2009). Dopo la partenza di Mieli è tornato a compiti di redazione. Inviato ed editorialista, fu tra i fondatori del Blog del Corriere della Sera "La nuvola del Lavoro", dedicato al mondo del lavoro Italiano.
Dal 26 aprile 2022, inizia a collaborare a Il Foglio.

## Opere
- D. Di Vico-Giovanni Fontana-Felice Maria Spirito-Alfredo Spalvieri, Industrializzazione senza sviluppo: indagine su alcuni aspetti dell'organizzazione economica e territoriale della Provincia di Frosinone, Frosinone, Interconsult s.p.a., 1978.
- D. Di Vico-Emiliano Fittipaldi, Profondo Italia. Il lavoro precario, lo stress da euro, la crisi del ceto medio, lo scontro generazionale, la fatica delle donne. E i nuovi ricchi. Storie, fatti e testimonianze per capire come stiamo cambiando, Collana Futuropassato, Milano, BUR, 2004, ISBN 978-88-170-0344-5.
- Piccoli. La pancia del Paese, Collana I grilli, Venezia, Marsilio, 2010, ISBN 978-88-317-9940-9.
- Made in Italy low cost. Come salvare l'impresa italiana, Collana I grilli, Venezia, Marsilio, 2011, ISBN 978-88-317-0918-7.
- Milano/Nordest: la troppa distanza, Collana Nordest Europa.it, Venezia, Marsilio, 2012, ISBN 978-88-317-1201-9.
- D. Di Vico-Gianfranco Viesti, Cacciavite, robot e tablet, Collana Biancoren, Bologna, Il Mulino, 2014, ISBN 978-88-152-5394-1.
- Nel paese dei disuguali. Noi, i cinesi e la giustizia sociale, Collana Cultura e società, Milano, Egea, 2017, ISBN 978-88-238-3636-5.

## Riconoscimenti
Ha vinto vari premi giornalistici: 
- Premiolino (2005)
- Premio Sodalitas (2005)
- Premio Reporter del Gusto (2011)
- Premio Campiello Economia (2016)